# Corrado dal Fabbro
Corrado dal Fabbro, född 4 augusti 1945, död 29 mars 2018, var en italiensk bobåkare.
Han blev olympisk silvermedaljör i fyrmansbob vid vinterspelen 1972 i Sapporo.